# Crisis de la exclusión

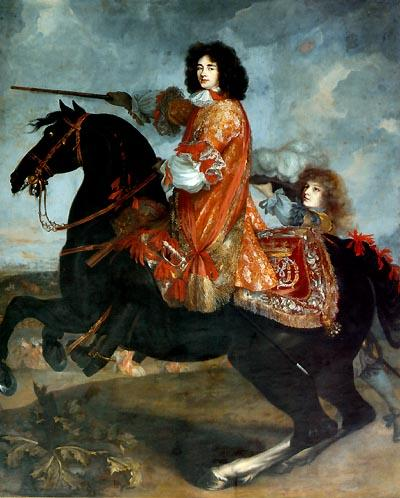
James Scott, duque de Monmouth, hijo ilegítimo de Carlos II de Inglaterra.

La crisis de la exclusión con motivo del proyecto de ley de exclusión (Exclusion Bill) afectó a Inglaterra desde 1678 a 1681, bajo el reinado de Carlos II y durante la Restauración inglesa. La Exclusion Bill fue un proyecto de ley abortada que tenía como objeto excluir de la sucesión al trono de Inglaterra y de Irlanda al hermano del rey, Jacobo (futuro Jacobo II de Inglaterra) con motivo de su conversión al catolicismo. Los Tories se opusieron a esta medida, en tanto que el "Country party", antecesor de los whigs, la apoyaba.
En 1673, Jacobo se negó a prestar el juramento prescrito por el Test Act, haciéndose de esta forma público que era católico. Además, su secretario, Edward Coleman, había sido acusado por Titus Oates en el curso del Complot papista de 1678 de animar a la subversión dentro del reino. Los protestantes ingleses tenían miedo por el ejemplo francés de un rey católico a la cabeza de una monarquía absoluta, y se organizó un movimiento para evitar que algo semejante ocurriera en Inglaterra, con el hermano del rey como protagonista, ya que Carlos no tenía hijos legítimos.
La inquietud se vio reforzada con la desgracia de Thomas Osborne, primer duque de Leeds, que sirvió de chivo expiatorio en un escándalo de corrupción con Francia, por la compra, mediante soborno, de la neutralidad política de Carlos II por parte de Luis XIV de Francia. Osborne fue encerrado en la Torre de Londres. El rey disolvió la cámara de los comunes, pero el nuevo Parlamento que se formó en marzo de 1679 le fue aún más hostil.
El 15 de mayo de 1679, Anthony Ashley-Cooper, primer conde de Shaftesbury, presentó a la cámara baja el proyecto de exclusión (Exclusion Bill), una ley tendente a la exclusión de Jacobo en la sucesión al trono. Una minoría de diputados en la cámara sostuvieron la pretensión del hijo ilegítimo de Carlos II, el protestante James Scott, duque de Monmouth. Los partidarios de la corte, llamados Abhorrers porque aborrecieron esta ley, fundaron el grupo tory, en tanto que los Petitioners, que sostuvieron activamente el texto de la ley, son el origen de los whig. Como todo parecía indicar que la ley iba a ser probablemente aprobada, el rey usó su prerrogativa real nuevamente, y disolvió la cámara de nuevo. Los parlamentos sucesivos que quisieron retomar el proyecto fueron disueltos. 
El partido de Shaftesbury (que empezaba ya a conocerse como whigs) involucró al país en un movimiento masivo para mantener vivos los miedos al "complot papista". Cada noviembre, en el aniversario de la ascensión de Isabel I de Inglaterra al trono, organizaron grandes procesiones en Londres donde se quemaba una efigie del Papa. Los partidarios del rey (los toris) generaron también su propaganda, en este caso en forma de recuerdos del tiránico régimen del gobierno de la República y sus austeridades. A pesar de dos intentos fallidos para restablecer el parlamento y aprobar la Ley de Exclusión, la Corona consiguió mantener a raya a los whigs como personas subversivas. En 1681, la causa había perdido todo apoyo popular y el proyecto de ley fue definitivamente abandonado.